# Uri-Cewi Grinberg

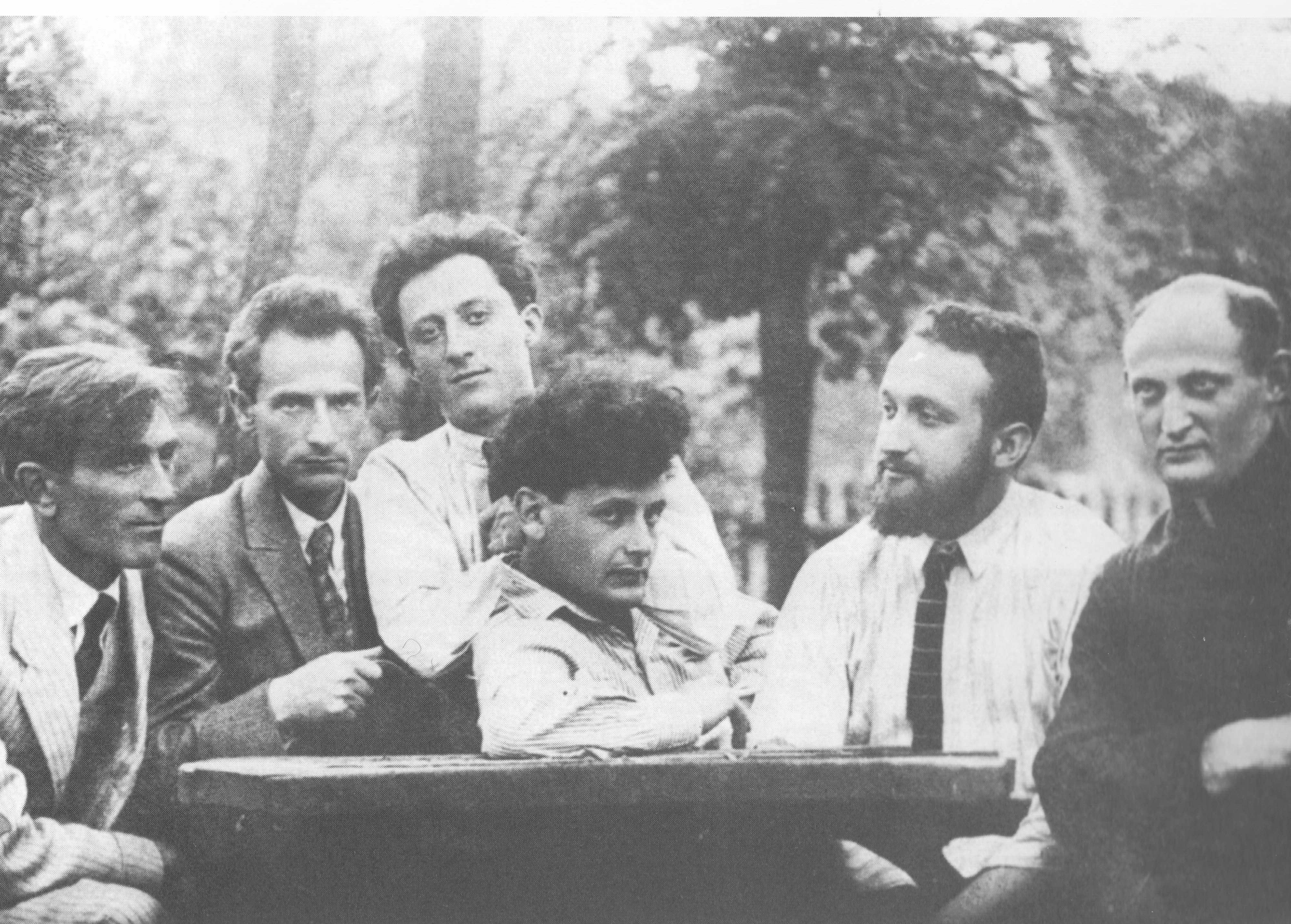
Członkowie grupy literacko-artystycznej „Di Chaliastre” w Warszawie. Od lewej: Mendel Elkin, Perec Hirszbejn, Uri-Cewi Grinberg, Perec Markisz, Melech Rawicz i Izrael Jehoszua Singer (1922)

Uri-Cewi Grinberg (hebr.: אורי צבי גרינברג, ang.: Uri Zvi Greenberg, ur. jako Tur Malka 10 stycznia 1894 lub 1895 lub 1896 w Białym Kamieniu w Galicji, zm. 8 maja 1981 w Izraelu) – izraelski poeta i polityk. Jeden z pionierów ekspresjonizmu w literaturze jidysz, uznawany za jednego z największych poetów literatury hebrajskiej. W latach 1949–1951 poseł do Knesetu z listy prawicowej partii Herut.

## Życiorys
Urodził się jako Tur Malka w Białym Kamieniu w Galicji, w ówczesnych Austro-Węgrzech (obecnie Ukraina) 10 stycznia 1894 lub 1895 lub 1896. Był synem chasydzkiego rabina, we Lwowie odebrał tradycyjne wykształcenie. Od 1912 publikował wiersze w języku jidysz, w 1915 wydał swój pierwszy tomik poetycki. W tym samym roku został wcielony do armii austro-węgierskiej, w której służył podczas I wojny światowej do 1918, kiedy to zdezerterował i powrócił do Galicji. Po zakończeniu wojny mieszkał w Warszawie, gdzie od 1920 był współwydawcą ekspresjonistycznego czasopisma wydawanego w jidysz. Przez jakiś czas mieszkał w Berlinie
Związał się z najbardziej prawicowym skrzydłem rewizjonistycznego syjonizmu. W 1924 wyemigrował do stanowiącej brytyjski mandat Palestyny. Pracował w Dolinie Jezreel i Petach Tikwie. Następnie powrócił do Polski, gdzie w latach 1931–1935 był redaktorem warszawskiej rewizjonistycznej gazety wydawanej w języku jidysz. W przededniu II wojny światowej ponownie wyjechał, tym razem na stałe, do Palestyny.

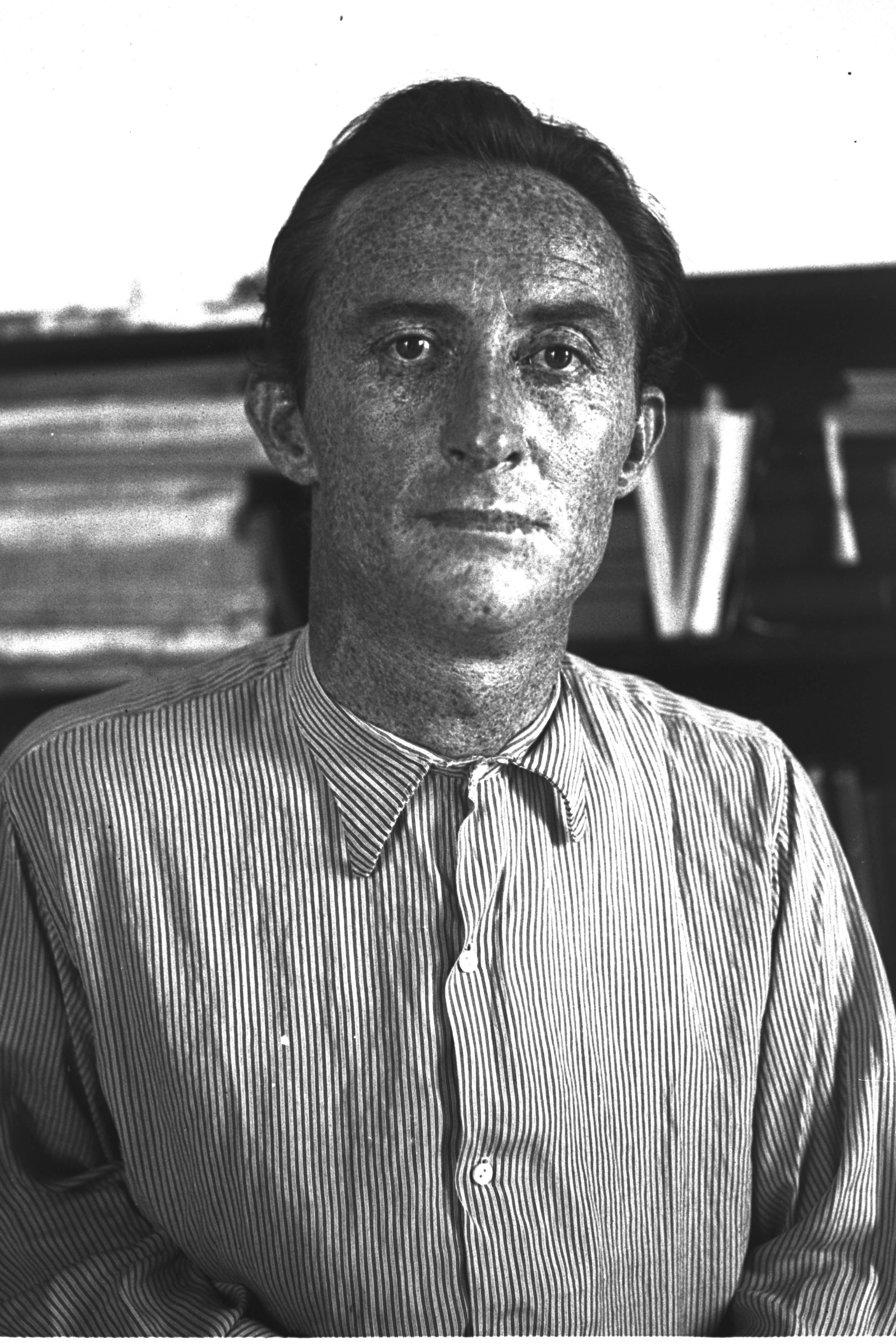
Uri-Cewi Grinberg (1936)

W 1947 po raz pierwszy otrzymał literacką Nagrodę Bialika.
W pierwszych izraelskich wyborach parlamentarnych w 1949 dostał się do izraelskiego parlamentu z listy prawicowego Herutu. W Knesecie I kadencji zasiadał w komisji edukacji i kultury. W kolejnych wyborach stracił miejsce w parlamencie.
W 1954 po raz drugi otrzymał Nagrodę Bialika, w 1957 został laureatem Nagrody Izraela. W 1976 został uhonorowany przez Kneset na specjalnej sesji parlamentarnej. W 1977 po raz trzeci został laureatem Nagrody Bialika.
Zmarł 8 maja 1981 w Izraelu w wieku osiemdziesięciu siedmiu lat.
Był szwagrem Szemu’ela Tamira.

## Twórczość
Tworzył w jidysz oraz po hebrajsku. Był jednym z pionierów ekspresjonizmu w literaturze jidysz. W latach 1918–1919 współpracował z Samuelem Jakubem Imberem, Melechem Rawiczem, Dawidem Kenigsbergiem i Jakubem Mestelem w redakcji miesięcznika literackiego „Najland”. Już w 1922 ostrzegał przed Holocaustem, w takich utworach jak In malkhus fun tselem. Jego wczesna poezja pozostawała pod widocznym wpływem twórczości Walta Whitmana. Po emigracji do Palestyny tworzył już tylko w języku hebrajskim. Od lat trzydziestych jego twórczość stała się niezwykle upolityczniona. Wykorzystywał poezję, by łączyć religijno-mistyczne podejście do syjonizmu z podejściem skrajnie nacjonalistycznym, charakterystycznym dla rewizjonistycznego syjonizmu.
Jest uważany za jednego z najwybitniejszych poetów tworzących w języku hebrajskim.